# Colinas de Ahr

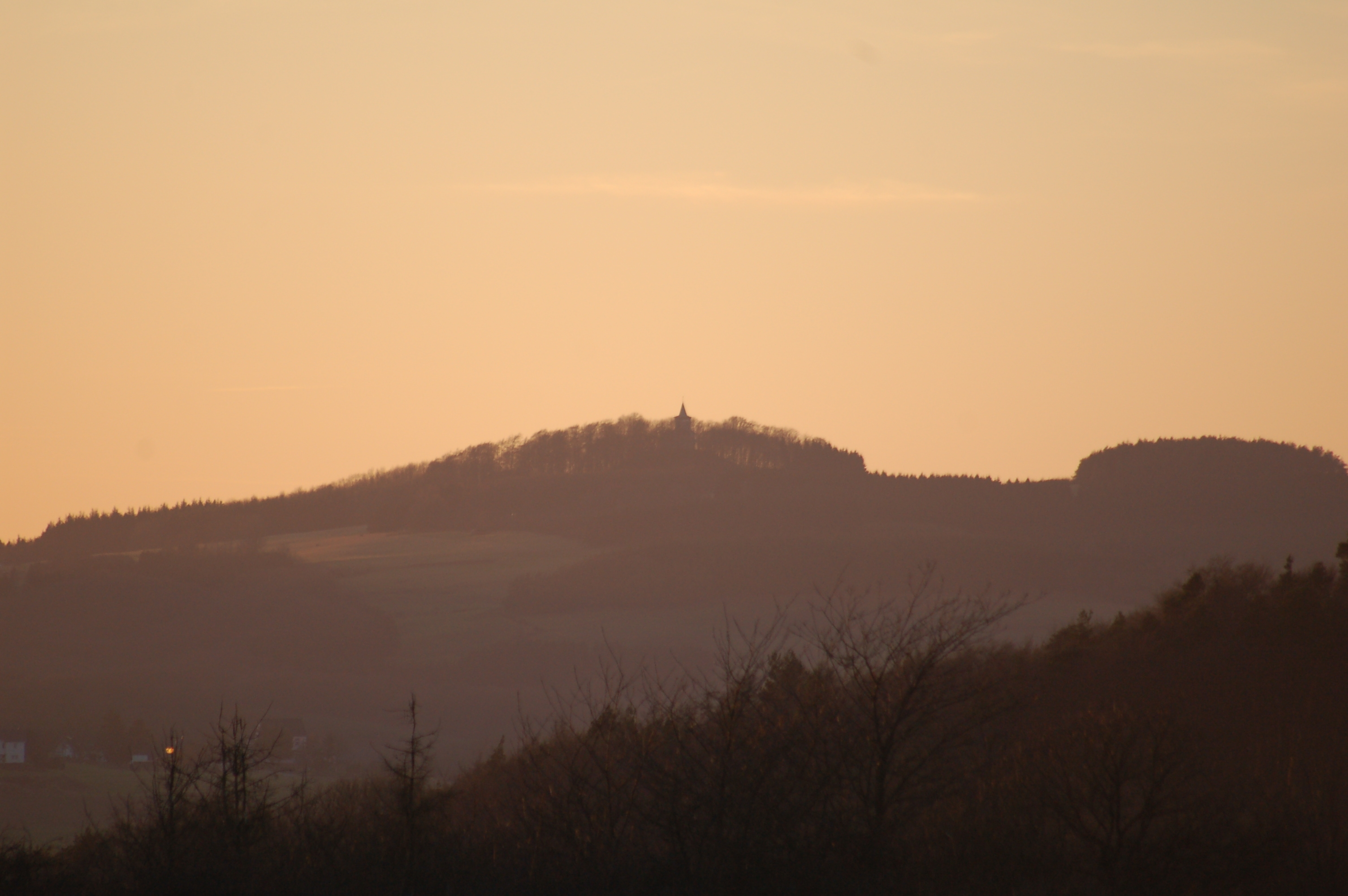
El Michelsberg y la capilla de San Miguel al atardecer en las colinas del Ahr

Las colinas del Ahr(en alemán: Ahrgebirge  o Ahreifel ) son una cadena de montañas y colinas bajas de hasta 623. 8 m sobre el nivel del mar [2] y 25 kilómetros de longitud en la región alemana de Eifel, situada aproximadamente al suroeste de Bonn, en la frontera entre los estados alemanes de Renania del Norte-Westfalia y Renania-Palatinado.
Las boscosas colinas del Ahr cuentan con numerosos destinos turísticos (por ejemplo, el castillo de Aremberg y el radiotelescopio de Effelsberg) y el tramo de una calzada romana con su antiguo acueducto de Eifel.

## Geografía

### Ubicación
Las colinas del Ahr forman parte de Eifel, cuya mayor parte se encuentra al sur y suroeste. Se encuentra en la orilla izquierda, es decir, noroccidental, del río Ahr, a unos 40 km al suroeste de Bonn. A veces también se considera parte de las colinas del Ahr la cresta de la orilla derecha, sudeste, del Ahr, en la zona de Altenahr. Esta pequeña cordillera limita con un cuadrado delimitado por el Grafschaft y Remagen al este, por Altenahr al sureste, Antweiler al sur, Blankenheim al oeste y Bad Münstereifel y Rheinbach al norte.
Al norte, el terreno de las colinas del Ahr desciende hasta la bahía de Colonia, al este desciende hasta el Voreifel y el valle del Rin Medio, al sur, en el extremo del Ahr, se encuentra el Eifel propiamente dicho (hasta 747 m), al oeste el bosque de Zitter y al noroeste el Eifel del Norte.

### Colinas
Las cumbres de las colinas del Ahr incluyen el:
- Aremberg (623,8 m),[2] con el castillo de Aremberg - cerca de Aremberg
- Michelsberg (586,1 m)[3] cerca de Mahlberg
- Junkerberg (543,4 m)[3] - cerca de Reetz
- Knippberg (537,3 m)[3] - entre Rodert y Scheuerheck
- Hühnerberg (Lommersdorf) (533,5 m)[3] - cerca de Lommersdorf
- Sommerberg (c. 527 m)[3] - entre Reetz y Rohr
- Kalvarienberg (Alendorf) (522,8 m)[3] - cerca de Alendorf
- Kopnück (514,4 m)[3] - cerca de Kop Nück
- Hochthürmerberg (499,9 m)[3]- cerca de Lanzerath
- Hühnerberg (Kirchsahr) (c. 398 m)[3] - cerca de Kirchsahr
- Tomberg (308,5 m)[3] y las ruinas del castillo de Tomburg - cerca de Wormersdorf

### Arroyos
Las colinas del Ahr están atravesadas por los siguientes arroyos, algunos de los cuales nacen en ellas:
- Ahr (nacimiento en Blankenheim)
- Erft (nacimiento en el extremo occidental)
- Liersbach,
- Sahrbach,
- Steinbach
- Swist (nacimiento cerca de Kalenborn).

En julio de 2021, la zona se vio afectada por fuertes lluvias y las consiguientes inundaciones.

### Lugares
Las siguientes ciudades y pueblos lindan con las colinas del Ahr:
- Rheinbach (norte)
- Meckenheim (noreste)
- Remagen (este)
- Bad Neuenahr-Ahrweiler (sur)
- Antweiler (sur)
- Blankenheim (oeste)
- Bad Münstereifel (noroeste)

Otras localidades de las colinas del Ahr son:
- Altenahr
- Ahrbrück
- Aremberg
- Effelsberg
- Grafschaft
- Hilberath
- Kalenborn
- Mahlberg
- Mutscheid
- Ohlenhard
- Odesheim
- Rupperath
- Wershofen

## Turismo
La Große Eifelroute ("Gran Ruta del Eifel"), una ruta turística, atraviesa las colinas del Ahr. También hay numerosos senderos para caminantes. Entre sus lugares de interés destacan el castillo de Aremberg, en la colina homónima sobre Aremberg, y las ruinas del castillo de Tomburg, del siglo XI, sobre Wormersdorf, con vistas a Colonia. Cerca de Effelsberg se encuentra el radiotelescopio de Effelsberg, en la cima del Michelsberg hay una capilla católica, dedicada al Arcángel Miguel y visitada regularmente por peregrinos y caminantes. Parte del acueducto romano de Eifel, que atraviesa la parte norte de las colinas del Ahr, es un popular destino turístico. El valle del Ahr, con sus centros vinícolas, es también pintoresco; las laderas sudorientales de las colinas del Ahr, por encima del Ahr, cuentan con viñedos por los que se puede pasear en la Ruta del Vino Tinto (Rotweinwanderweg).